# Frank Rattray Lillie
Pour les articles homonymes, voir Rattray.
Frank Rattray Lillie est un zoologiste américain, né le 27 juin 1870 à Toronto et mort le 5 novembre 1947.

## Biographie
Il est le fils de George W. Lillie et d’Emily née Rattray. Il obtient son Bachelor of Arts à l’université de Toronto en 1891. Il est membre de l’université Clark de 1891 à 1892 puis de l’université de Chicago de 1892 à 1893. De 1893 à 1907, il dirige le département de zoologie du Laboratoire de biologie marine de Woods Hole dans le Massachusetts. Il obtient en 1894 un Ph. D..
Lillie se marie avec Frances Crane le 29 juin 1895. Il travaille à l’Institut de zoologie de l’université du Michigan de 1894 à 1899. Il enseigne la biologie au Vassar College de 1899 à 1900 avant de devenir professeur assistant en zoologie et en embryologie à l’université de Chicago de 1900 à 1902, professeur associé de 1902 à 1907 et professeur à partir de 1907. Il dirige le département de zoologie de 1911 à 1935 et celui des sciences biologiques de 1931 à 1935. Il obtient un doctorat of Sciences en 1919 à l'université de Toronto puis à Yale en 1932 et à Harvard en 1938 un doctorat of Laws honorifique.
De 1900 à 1908, il est également l’assistant du directeur du laboratoire de biologie marine de Woods Hole, son directeur de 1908 à 1926, son président de 1925 à 1942.
Il est membre de l'Association américaine pour l'avancement des sciences (dont il assure la vice-présidence en 1914 et du Conseil national de la recherche (qu’il dirige en 1935-1936) ainsi que de nombreuses autres sociétés savantes.
Lillie est notamment l’auteur de The Development of the Chick, The Woods Hole Marine Biological Laboratory (1944) ainsi que de nombreux articles scientifiques.

## Source
- Allen G. Debus (dir.) (1968). World Who’s Who in Science. A Biographical Dictionary of Notable Scientists from Antiquity to the Present. Marquis-Who’s Who (Chicago) : xvi + 1855 p.